# Home (Dotan)
Home è un singolo del cantante olandese Dotan, pubblicato il 25 aprile 2014 come secondo estratto dal secondo album in studio 7 Layers.

## Tracce
Testi e musiche di Dotan Harpenau.
1. Home – 4:26

## Successo commerciale
La canzone ha raggiunto il successo in tutti in paese del Benelux: è arrivata infatti alla 3ª posizione della classifica olandese e al primo posto in quella delle Fiandre.

## Classifiche
| Classifica (2014-15) | Posizione massima |
| -------------------- | ----------------- |
| Belgio (Fiandre)     | 1                 |
| Belgio (Vallonia)    | 6                 |
| Germania             | 51                |
| Paesi Bassi          | 3                 |